# S. Nygård
Hjalmar Sigvard Alexander Nygård (født 11. maj 1869 i Nexø, død 28. august 1964 i Hellerup) var en dansk arkivar.
Nygård blev student fra Borgerdydskolen i København i 1888 og cand. mag. i 1895. Han var ansat ved Landsarkivet for Nørrejylland i Viborg fra  1897 til 1913. Tidligere havde han begyndt arbejdet med at opbygge en stor samling af sedler, som indeholdt henvisninger og oplysninger om personer og lokalhistoriske emner indenfor jysk historie. En ansøgning om midler fra Carlsbergfondet til støtte for fortsat arbejde på samlingen strandede på diverse uenigheder mellem Nygård og fondet. Men han opnåede dog økonomisk støtte til køb af reoler i flammesikkert træ for at beskytte samlingen mod brand samt et beløb på 1800 kr til "samlingens afslutning". I 1913 blev han imidlertid "tvangsforflyttet" til Rigsarkivet i København. Nygård tog samlingen med til København, og han fortsatte arbejdet på den i sin fritid fra arkivet.
Nygård døde 95 år gammel i 1964, men havde længe før bestemt at samlingen skulle overgives til Rigsarkivet, hvor den er nu. Den fylder 205 kasser med cirka 600.000 sedler med oplysninger fortrinsvis om jyske herregårde og deres ejeres historie fra  1660 til 1830, ordnede henholdsvis alfabetisk og efter emne. Samlingen "Nygårds sedler" er en uvurderlig kilde til studiet af Jyllands genealogi og historie.
Nygård var medlem af bestyrelserne for Historisk Samfund for Viborg og Omegn fra 1907; for Selskabet for jydsk Historie og Topografi 1909-31, sidstnævnte selskabs sekretær og redaktør af dets tidsskrift 1911-21, formand fra 1922; medlem af Dansk genealogisk Institut 1913-23, af sammes forretningsudvalg fra 1914, formand fra 1915; medlem af bestyrelsen for Samfundet for dansk Genealogi og Personalhistorie 1917-48, æresmedlem 1954 samt medlem af Maatschappy der Nederlandsche Letterkunde te Leyden 1934
Nygaards sedler er digitaliseret, og ligger på Dansk Demografisk Database.